# بلدة بنتون تشارتر (ميشيغان)
بنتون تشارتر (بالإنجليزية: Benton Charter Township, Michigan)‏ هي بلدة تقع بولاية ميشيغان في الولايات المتحدة. تبلغ مساحتها 85 (كم²)، وترتفع عن سطح البحر 193 م، بلغ عدد سكانها 14749 نسمة في عام تعداد الولايات المتحدة 2010 حسب إحصاء مكتب تعداد الولايات المتحدة وتصل الكثافة السكانية فيها 175.9 نسمة/كم2.

## وصلات خارجية
- www.bentonchartertwp.org
- The US50 - Cities and Towns in Michigan State
- Michigan Cities and Towns, Facts, Map, Flag, Colleges, Government, and More